# Monte Abajo (Villalba de los Llanos)
Monte Abajo es una localidad del municipio de Villalba de los Llanos, en la comarca del Campo de Salamanca, provincia de Salamanca, España. 

## Demografía
En 2016 Monte Abajo contaba con una población de 2 habitantes (INE 2016).
| Gráfica de evolución demográfica de Monte Abajo entre 2000 y 2016                        |
|                                                                                          |
| Fuente: Instituto Nacional de Estadística de España - Elaboración gráfica por Wikipedia. |